# Copa del Rey de baloncesto 2004
La 68.ª edición de la Copa del Rey de baloncesto se disputó en el Palacio de los Deportes de Sevilla de Sevilla desde el 26 al 29 de febrero de 2004.
Los equipos participantes fueron: Ricoh Manresa, TAU Cerámica, DKV Joventut, FC Barcelona, Real Madrid, Caja San Fernando, Pamesa Valencia y Adecco Estudiantes.

## Cuadro de Honor
|  | Cuartos de final              | Cuartos de final              |                 |                   | Semifinales   | Semifinales   |  |              | Final         | Final         |  |
|  | 26 de febrero y 27 de febrero | 26 de febrero y 27 de febrero |                 |                   | 28 de febrero | 28 de febrero |  |              | 29 de febrero | 29 de febrero |  |
|  |                               |                               |                 |                   |               |               |  |              |               |               |  |
|  |                               |                               |                 |                   |               |               |  |              |               |               |  |
|  | Ricoh Manresa                 | 87                            |                 |                   |               |               |  |              |               |               |  |
|  | Ricoh Manresa                 | 87                            |                 |                   |               |               |  |              |               |               |  |
|  | DKV Joventut                  | 90                            |                 |                   |               |               |  |              |               |               |  |
|  | DKV Joventut                  | 90                            |                 | DKV Joventut      | 86            |               |  |              |               |               |  |
|  |                               |                               |                 | DKV Joventut      | 86            |               |  |              |               |               |  |
|  |                               |                               | F. C. Barcelona | 72                |               |               |  |              |               |               |  |
|  | F. C. Barcelona               | 80                            | F. C. Barcelona | 72                |               |               |  |              |               |               |  |
|  | F. C. Barcelona               | 80                            |                 |                   |               |               |  |              |               |               |  |
|  | Real Madrid                   | 79                            |                 |                   |               |               |  |              |               |               |  |
|  | Real Madrid                   | 79                            |                 |                   |               |               |  | DKV Joventut | 77            |               |  |
|  |                               |                               |                 |                   |               |               |  | DKV Joventut | 77            |               |  |
|  |                               |                               | TAU Cerámica    | 81                |               |               |  |              |               |               |  |
|  | Caja San Fernando             | 86                            | TAU Cerámica    | 81                |               |               |  |              |               |               |  |
|  | Caja San Fernando             | 86                            |                 |                   |               |               |  |              |               |               |  |
|  | Pamesa Valencia               | 76                            |                 |                   |               |               |  |              |               |               |  |
|  | Pamesa Valencia               | 76                            |                 | Caja San Fernando | 63            |               |  |              |               |               |  |
|  |                               |                               |                 | Caja San Fernando | 63            |               |  |              |               |               |  |
|  |                               |                               | TAU Cerámica    | 88                |               |               |  |              |               |               |  |
|  | TAU Cerámica                  | 89                            | TAU Cerámica    | 88                |               |               |  |              |               |               |  |
|  | TAU Cerámica                  | 89                            |                 |                   |               |               |  |              |               |               |  |
|  | Adecco Estudiantes            | 83                            |                 |                   |               |               |  |              |               |               |  |
|  | Adecco Estudiantes            | 83                            |                 |                   |               |               |  |              |               |               |  |
|  |                               |                               |                 |                   |               |               |  |              |               |               |  |

|              |
| Campeón      |
| TAU Cerámica |
| 4.º título   |

## Cuartos de final
| 26 de febrero | Ricoh Manresa                                       | 87–90                                               | DKV Joventut                                        | |  |
| 18:15 GTM+1   | Parciales: 17-12, 24-23, 23-23, 13-19 (T.E.: 10-13) | Parciales: 17-12, 24-23, 23-23, 13-19 (T.E.: 10-13) | Parciales: 17-12, 24-23, 23-23, 13-19 (T.E.: 10-13) | |  |
|               | Estadísticas Brown 17 de Miguel 8 Hernández 2       | Reporte Pts Reb Asts                                | Estadísticas Fernández 15 Alzamora 7 Marco 4        | Pabellón: Palacio Municipal de Deportes San Pablo, Sevilla Asistencia: 7.800 espectadores Árbitros: Amorós, Maza y Daniel Hierrezuelo |  |

| 26 de febrero | FC Barcelona                                           | 80–79                                | Real Madrid                                 | |  |
| 20:30 GTM+1   | Parciales: 22-29, 25-22, 16-9, 17-19                   | Parciales: 22-29, 25-22, 16-9, 17-19 | Parciales: 22-29, 25-22, 16-9, 17-19        | |  |
|               | Estadísticas Navarro 23 Bodiroga 7 Navarro, Bodiroga 3 | Reporte Pts Reb Asts                 | Estadísticas Kambala 26 Kambala 8 Bennett 3 | Pabellón: Palacio Municipal de Deportes San Pablo, Sevilla Asistencia: 9.100 espectadores Árbitros: Ramos, Martín Bertrán y Conde |  |

| 27 de febrero | Caja San Fernando                                           | 86–76                                 | Pamesa Valencia                                               | |  |
| 18:45 GTM+1   | Parciales: 23-17, 19-21, 19-21, 25-17                       | Parciales: 23-17, 19-21, 19-21, 25-17 | Parciales: 23-17, 19-21, 19-21, 25-17                         | |  |
|               | Estadísticas Santangelo, Evtimov 19 Evtimov 10 Santangelo 5 | Reporte Pts Reb Asts                  | Estadísticas Oberto 16 Tomašević, Paraíso 6 cinco jugadores 2 | Pabellón: Palacio Municipal de Deportes San Pablo, Sevilla Asistencia: 9.100 espectadores Árbitros: Sancha, Arteaga y J.C. García González |  |

| 27 de febrero | TAU Cerámica                                               | 89–83                                 | Adecco Estudiantes                              | |  |
| 21:00 GTM+1   | Parciales: 22-22, 28-19, 16-21, 23-21                      | Parciales: 22-22, 28-19, 16-21, 23-21 | Parciales: 22-22, 28-19, 16-21, 23-21           | |  |
|               | Estadísticas Nocioni 24 Nocioni 12 Prigioni, Macijauskas 4 | Reporte Pts Reb Asts                  | Estadísticas Reyes 25 Reyes 10 Azofra, Lončar 4 | Pabellón: Palacio Municipal de Deportes San Pablo, Sevilla Asistencia: 9.200 espectadores Árbitros: Mitjana, García Ortiz y Pérez Pizarro |  |

## Semifinales
| 28 de febrero | DKV Joventut                            | 86–72                                | FC Barcelona                                       | |  |
| 17:00 GTM+1   | Parciales: 25-8, 15-21, 16-12, 30-31    | Parciales: 25-8, 15-21, 16-12, 30-31 | Parciales: 25-8, 15-21, 16-12, 30-31               | |  |
|               | Estadísticas Digbeu 18 Tabak 9 Guzmán 4 | Reporte Pts Reb Asts                 | Estadísticas Navarro 27 Varejão 7 tres jugadores 3 | Pabellón: Palacio Municipal de Deportes San Pablo, Sevilla Asistencia: 9.200 espectadores Árbitros: Sancha, Daniel Hierrezuelo y Arteaga |  |

| 28 de febrero | Caja San Fernando                                  | 63–88                                 | TAU Cerámica                             | |  |
| 19:15 GTM+1   | Parciales: 17-20, 12-27, 15-21, 19-20              | Parciales: 17-20, 12-27, 15-21, 19-20 | Parciales: 17-20, 12-27, 15-21, 19-20    | |  |
|               | Estadísticas Slanina 12 Jones, Evtimov 9 Evtimov 4 | Reporte Pts Reb Asts                  | Estadísticas Scola 24 Scola 9 Calderón 4 | Pabellón: Palacio Municipal de Deportes San Pablo, Sevilla Asistencia: 9.200 espectadores Árbitros: Ramos, Amorós y Martín Bertrán |  |

## Final
| 29 de febrero | TAU Cerámica                                      | 81–77                                 | DKV Joventut                                   | |  |
| 18:00 GTM+1   | Parciales: 18-16, 20-19, 17-23, 26-19             | Parciales: 18-16, 20-19, 17-23, 26-19 | Parciales: 18-16, 20-19, 17-23, 26-19          | |  |
|               | Estadísticas Scola 22 Scola, Nocioni 7 Prigioni 5 | Reporte Pts Reb Asts                  | Estadísticas Fernández 15 Fernández 6 Guzmán 3 | Pabellón: Palacio Municipal de Deportes San Pablo, Sevilla Asistencia: 9.200 espectadores Árbitros: J. C. Mitjana, García y Maza |  |

| Campeones de la Copa del Rey 2004 |
| --------------------------------- |
| TAU Cerámica 4.º título           |

## MVP de la Copa
- Rudy Fernández